# NGC 3893

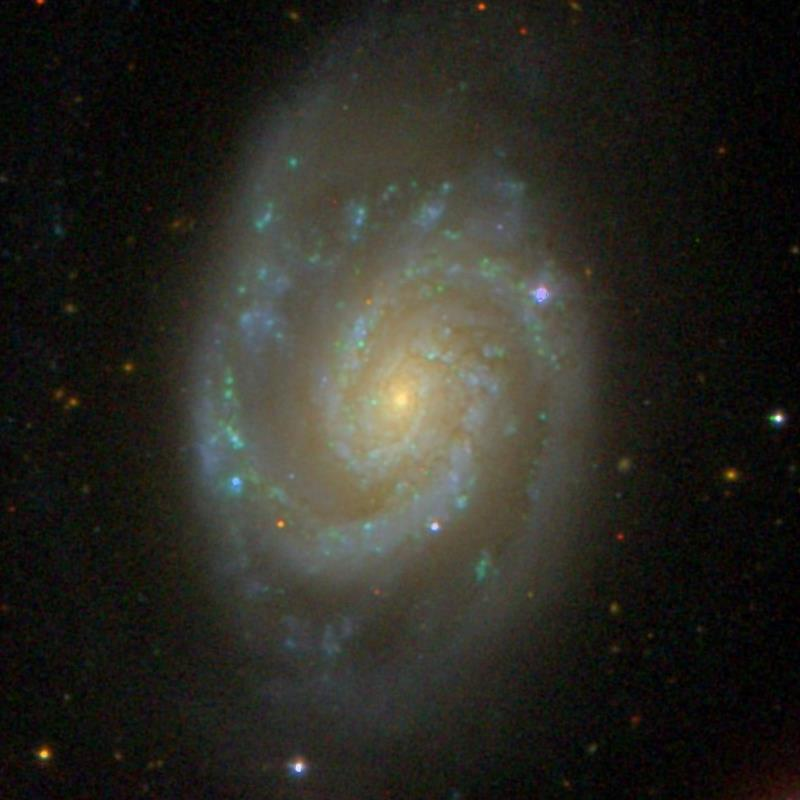
Thiên hà NGC 3893 chụp bởi trạm quan sát Sloan Digital Sky Survey

NGC 3893 là tên của một thiên hà xoắn ốc nằm trong chòm sao Đại Hùng. Khoảng cách thiên hà này nếu tính từ trái đất của chúng ta thì vào khoảng 50 triệu năm ánh sáng. Điều này cho kích thước biểu kiến của nó là 70000 năm ánh sáng. Vào ngày 9 tháng 2 năm 1788, NGC 3893 được phát hiện bởi nhà thiên văn học người Anh gốc Đức William Herschel. Thiên hà này tương tác với thiên thể vệ tinh của nó tên là NGC 3896.

## Đặc tính
NGC 3893 là một thiên hà xoắn ốc với nhánh xoắn ốc rõ ràng và nổi bật. Nó có hai nhánh xoắn ốc chính với độ sáng bề mặt cao và nhiều vùng H II. Có một nhánh xoắn ốc mờ kéo dài từ phía nam đến phía bắc tạo ra một vòng cung ở phía đông NGC 3893. Nó được phân loại là SAB nhưng Hernández-Toledo và Puerari lại không quan sát được thanh chắn của nó. Khối lượng của nó là xấp xỉ 2.3x1010 lần khối lượng mặt trời và chi phối động lực khí trong bán kính quang học của nó. Sự hình thành sao của NGC 3893 có tỉ lệ là 5,62 lần khối lượng mặt trời/năm.

## Thiên hà lân cận
NGC 3893 tương tác với một thiên hà nhỏ hơn là NGC 3896. Điều này đã hình thành nên một luồng vật chất di chuyển qua lại giữa 2 thiên hà. Hai thiên hà này nằm trong nhóm NCG 3877, nằm ở phía nam nhóm Đại Hùng, một phần siêu đám Xử Nữ.
Theo như quan sát đây là thiên hà nằm trong chòm sao Đại Hùng và dưới đây là một số dữ liệu khác:
Xích kinh 11h 48m 38.2s
Độ nghiêng 48° 42′ 39″
Giá trị dịch chuyển đỏ 0.003226 +/- 0.000003 
Vận tốc hướng tâm 967 ± 1 km/s
Cấp sao biểu kiến 10,2
Kích thước biểu kiến 4′.5 × 2′.8